# Quitman (Louisiana)
Quitman és una població dels Estats Units a l'estat de Louisiana. Segons el cens del 2000 tenia 168 habitants.

## Demografia
Segons el cens del 2000, Quitman tenia 168 habitants, 69 habitatges, i 48 famílies. La densitat de població era de 69,7 habitants/km².
Dels 69 habitatges en un 30,4% hi vivien nens de menys de 18 anys, en un 62,3% hi vivien parelles casades, en un 5,8% dones solteres, i en un 30,4% no eren unitats familiars. En el 29% dels habitatges hi vivien persones soles el 17,4% de les quals corresponia a persones de 65 anys o més que vivien soles. El nombre mitjà de persones vivint en cada habitatge era de 2,43 i el nombre mitjà de persones que vivien en cada família era de 3.
Per edats la població es repartia de la següent manera: un 26,2% tenia menys de 18 anys, un 7,1% entre 18 i 24, un 26,2% entre 25 i 44, un 24,4% de 45 a 60 i un 16,1% 65 anys o més.
L'edat mediana era de 37 anys. Per cada 100 dones de 18 o més anys hi havia 77,1 homes.
La renda mediana per habitatge era de 39.167 $ i la renda mediana per família de 39.583 $. Els homes tenien una renda mediana de 36.875 $ mentre que les dones 17.000 $. La renda per capita de la població era de 17.182 $. Entorn de l'11,8% de les famílies i el 12,1% de la població estaven per davall del llindar de pobresa.

## Poblacions més properes
El següent diagrama mostra les poblacions més properes.